# Бомбана, Кампаменто де КФЕ (Сојало)
Бомбана, Кампаменто де КФЕ (шп. Bombana, Campamento de CFE) насеље је у Мексику у савезној држави Чијапас у општини Сојало. Насеље се налази на надморској висини од 780 м.

## Становништво
Према подацима из 2005. године у насељу су живела 2 становника.

### Хронологија
| Година       | 2000       | 2005 |
| ------------ | ---------- | ---- |
| Становништво | 14 (8 / 6) | 2    |

### Попис
| # | Индикатор                        | Вредност |
| - | -------------------------------- | -------- |
| 1 | Укупно појединачних домаћинстава | 1        |